# 马修·英尼斯
马修·英尼斯是一位英国中世纪历史学家，伦敦大学伯贝克学院历史学教授，主要作品有《中世纪早期西欧引论，300-900年》（Introduction to early medieval Western Europe, 300–900. The sword, the plough and the book）等。